# Baalis
Baalis (auch Ba’alis) war zu Beginn des 6. Jahrhunderts v. Chr. König der Ammoniter. Er wird in der Bibel als Auftraggeber des Mordes an Gedalja, dem Statthalter Judas nach der Eroberung Jerusalems durch die Babylonier, genannt (Jeremia 40, 14 ).
Außerbiblisch ist Baalis durch den archäologischen Fund eines Siegels bezeugt, auf dem sein Name genannt ist und er als König der Söhne Ammons bezeichnet wird.